# Малунс
Ма́лунс — традиционное блюдо швейцарского кантона Граубюнден. Готовится из тёртого отварного картофеля, смешанного с мукой. Затем смесь медленно обжаривают на сливочном масле, пока она не превратится в маленькие шарики или крошки. Блюдо обычно подается с компотом из яблок или других фруктов в зависимости от сезона, а также с различными местными сырами и мясными деликатесами, такими как сальсиз (Salsiz) или гризонская ветчина (Bündnerfleisch). Блюдо также традиционно запивают молочным кофе.
Швейцарский дворянин Иоганн Губерт Рудольф фон Салис впервые посадил кукурузу и картофель в Граубюндене в XVIII веке, в замке Маршлинс. Судя по всему, картофель здесь впервые подали в 1758 году на обеде в замке.
Романшское слово «maluns» происходит от латинского micula / miculones: «маленькие крошки». Maluns также известны как Bündner Kartoffelribel на немецком языке.